# 海軍乙航空隊
海軍乙航空隊（かいぐんおつこうくうたい）は、日本海軍の部隊の通称。航空機を用いて作戦を実施する「甲航空隊」とは対極をなし、基地防衛や輸送・移動用の最低限の航空機しか持たず、航空基地を防衛し、支援システムを保有する陸上部隊である。
ただし乙航空部隊とは便宜上の区分名で正式呼称ではない。

## 概要
海軍が1944年7月10日に導入した空地分離方式に伴い編制された。導入の必要性はもともと認められていたが、いずれの決戦方面でも航空兵力を集中させなければならないのに基地員、物件をその都度移動させていては間に合わないという作戦上の要求から源田実参謀が中心となり導入した。この方式によって壊滅的な兵力の状況下でも移動集中が可能になり作戦がなんとか実施可能になった。基地任務を主とする乙航空部隊は飛行戦隊を有しない航空隊で地名、方面名を冠した。
その第一陣として、航空母艦と艦載機の指揮権を分離することが計画され、3個航空戦隊で実施された。次に、航空隊を細分化し、「特設飛行隊」の組み合わせ運用が昭和19年3月より始まった。好例が「あ号作戦」時の「八幡部隊」や「台湾沖航空戦」時の「T攻撃部隊」である。19年7月の大改編を機に、海軍は無力化した内南洋3個航空隊をはじめとして、航空戦隊を編成する受け皿として乙航空隊を全面的に編成し、甲航空隊はすべて航空艦隊直率として、戦況に応じて乙航空隊指揮下に組み込めるように準備を進めた。

## 東カロリン海軍航空隊

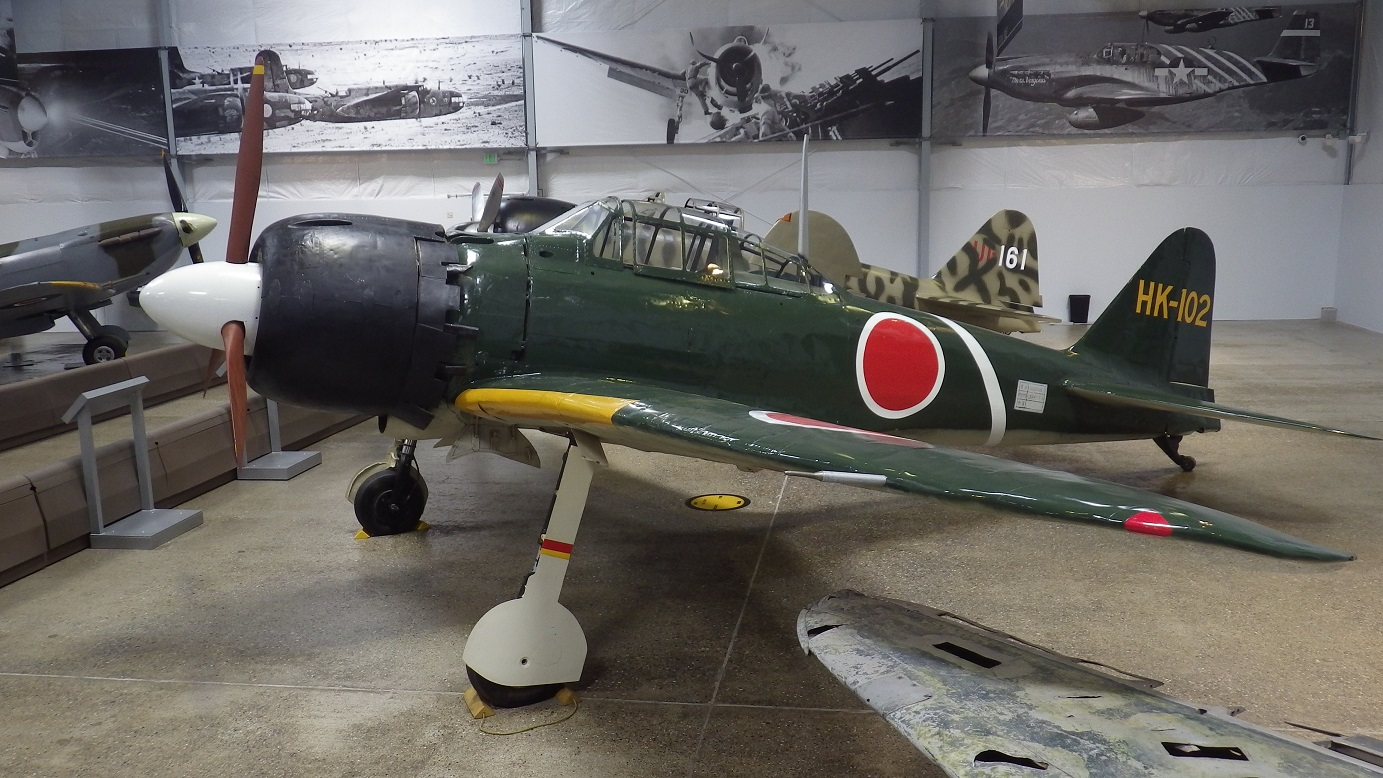
東カロリン空の識別章「HK」の入った零戦
トラック島にて米軍に鹵獲

東カロリン海軍航空隊（ひがしかろりんかいぐんこうくうたい）は、昭和19年7月10日に編成された最初の乙航空隊のひとつ。トラック諸島春島飛行場を拠点とし、孤立したカロリン諸島・マーシャル諸島の航空基地の防衛を指揮した。飛び石作戦によって交通が途絶した各地の元航空隊要員の統一指揮は実質的に不可能で、各地の陸戦要員である警備隊のもとで自給生活を行っていた。実質的な能力は保有していない名目上の部隊である。
第一航空艦隊第二十二航空戦隊の地上部隊として編成されたが、一度も甲航空隊の指揮を執ることはなかった。
主な航空基地
- 春島飛行場・竹島飛行場（トラック諸島）・ポナペ飛行場・クサイ飛行場・ミレ飛行場
- イミエジ飛行場（ヤルート環礁）・タロア飛行場（マロエラップ環礁）・ウォッゼ飛行場（ウォッゼ環礁）
- ウェーク飛行場
- ナウル飛行場

歴代司令
- 小笠原章一（昭和19年7月10日 - 昭和20年6月）

## 西カロリン海軍航空隊
西カロリン海軍航空隊（にしかろりんかいぐんこうくうたい）は、昭和19年7月10日に編成された最初の乙航空隊のひとつ。所属機の識別章は「NK」。ペリリュー飛行場を拠点とし、孤立したパラオ諸島の航空基地の防衛を指揮した。拠点飛行場があったペリリュー島が地上戦で壊滅する前に、司令部はパラオ本島のガドブス飛行場に移転している。ペリリューを除く各地の飛行場は飛び石作戦で放置され、戦闘は生じていない。実質的な能力は保有していない名目上の部隊である。
第一航空艦隊第六十一航空戦隊の地上部隊として編成されたが、一度も甲航空隊の指揮を執ることはなかった。
主な航空基地
- ペリリュー飛行場・ガドブス飛行場・アイライ飛行場（パラオ諸島）
- ヤップ飛行場
- メレヨン島飛行場

歴代司令
- 大谷龍蔵（昭和19年7月10日 - 戦後解隊）

## マリアナ海軍航空隊
マリアナ海軍航空隊（まりあなかいぐんこうくうたい）は、昭和19年7月10日に編成された最初の乙航空隊のひとつ。サイパン島を拠点とし、地上戦を展開中のマリアナ諸島の航空基地の防衛を指揮した。編成の前日、7月9日の段階で、米軍はサイパン島の占領を宣言しており、テニアン島は8月2日、グアム島も8月11日に陥落し、要員は地上戦で玉砕を遂げた。編成から1ヶ月で壊滅した部隊で、飛び石作戦で放置されたロタ島とパガン島の要員だけが取り残された。この両島の要員が生存していたことから、解散は免れたが、実質的な能力は保有していない名目上の部隊である。
第一航空艦隊第六十一航空戦隊の地上部隊として編成されたが、一度も甲航空隊の指揮を執ることはなかった。
主な航空基地
- アスリート飛行場をはじめとするサイパン島の各飛行場
- オロテ飛行場をはじめとするグアム島の各飛行場
- ハゴイ飛行場をはじめとするテニアン島の各飛行場
- ロタ島・パガン島に整備中の未完成飛行場

歴代司令
- 亀井凱夫 大佐：昭和19年7月10日 - 昭和19年8月10日グアム島で玉砕
- 以後空席（戦後解隊）

## 濠北海軍航空隊
濠北海軍航空隊（ごうほくかいぐんこうくうたい）は、昭和19年7月10日に編成された最初の乙航空隊のひとつ。セラム島アンボン飛行場を拠点とし、フィリピン防衛に備えて東蘭印の航空基地の防衛を指揮した。スラウェシ島のケンダリ飛行場やハルマヘラ島のワシレ飛行場など大規模な飛行場を擁しており、蘭印防空を担った第三八一海軍航空隊もよく駐留したが、19年12月より大規模な空襲が頻発して被害も続出した。20年1月、三八一空もマレー半島に撤収し、存在価値を失った濠北は20年5月5日をもって解散した。
第十三航空艦隊第二十三航空戦隊の地上部隊として編成され、直率の三八一空が防空のため各地を転戦した。
主な航空基地
- ケンダリ飛行場
- ワシレ飛行場
- バリクパパン飛行場
- アンボン飛行場

歴代司令
- 森玉賀四（昭和19年7月10日 - 昭和20年5月5日解隊）

## 菲島海軍航空隊
菲島海軍航空隊（ひとうかいぐんこうくうたい）は、昭和19年7月10日に編成された最初の乙航空隊のひとつ。「比島」とも書く。ルソン島ニコルス飛行場を拠点とし、フィリピン防衛に備えてフィリピン諸島各地の航空基地の防衛を指揮した。フィリピンには第一航空艦隊と第二航空艦隊が駐留したため、管轄する飛行場はフル活用されたほか、陸軍が管轄するクラーク飛行場も頻繁に共用した。レイテ島の失陥により、南北に勢力圏が分断されたこともあり、19年11月15日をもって、ミンダナオ島ダバオ飛行場を拠点とする「南菲海軍航空隊」を独立させ、菲島空も「北菲海軍航空隊」に改称した。
第一航空艦隊第二十八航空戦隊の地上部隊として編成され、多くの一航艦航空隊が派遣された。
主な航空基地
- ニコルス飛行場はじめルソン島各地の飛行場
- 陸軍クラーク飛行場
- ダバオ飛行場・デゴス飛行場・ザンボアンガ飛行場などミンダナオ島各地の飛行場
- セブ飛行場・タクロバン飛行場など中部各地の飛行場。

歴代司令
- 古瀬貴季 大佐：昭和19年7月10日 - 19年11月15日 ※北菲空に改称後も留任

## 台湾海軍航空隊
台湾海軍航空隊（たいわんかいぐんこうくうたい）は、昭和19年7月10日に編成された最初の乙航空隊のひとつ。新竹飛行場を拠点とし、フィリピン防衛に備えて進出する航空隊の中継基地として機能した。台湾沖航空戦をはじめ、海峡越えのフィリピン支援作戦に従事した。20年1月には一航艦救援の拠点となった。フィリピンから撤収した部隊の再編成作業に当たるため、高雄・台南・東港・岡山・虎尾などの練成教育隊は軒並み廃止され、実施部隊に施設を明け渡した。沖縄戦が終わると、南部の基地は「南台海軍航空隊」を新編して当て、台湾空は「北台海軍航空隊」「北菲海軍航空隊」に改称した。
第一航空艦隊第二十一航空戦隊の地上部隊として編成され、多くの一航艦航空隊が派遣された。
主な航空基地
- 新竹飛行場・紅毛飛行場・後龍飛行場・虎尾飛行場
- 岡山飛行場・永康飛行場・帰仁飛行場・仁徳飛行場
- 台南飛行場・東港飛行場

歴代司令
- 坂田義人 大佐：昭和19年7月10日 -
- 神岡重雄：昭和19年8月7日 -
- 中澤佑 少将：昭和20年2月5日 - ※本務は一航艦参謀長
- 鈴木由次郎：昭和20年5月10日 - 20年6月15日、北台空に改称後も留任

## 南方諸島海軍航空隊
南方諸島海軍航空隊（なんぽうしょとうかいぐんこうくうたい）は、昭和19年7月10日に編成された最初の乙航空隊のひとつ。硫黄島飛行場を拠点とし、南鳥島飛行場・父島飛行場を管轄した。開隊以前より、管轄飛行場は空襲や艦砲射撃にさらされており、硫黄島は最前線基地と化していた。隊員は陸戦隊として「硫黄島警備隊」に従い、井上司令は警備隊司令も兼ねていた。20年2月19日より地上戦が始まり、26日に硫黄島は陥落した。井上司令および市丸利之助戦隊司令官以下、総員玉砕。4月30日をもって解散となった。
第三航空艦隊第二十七航空戦隊の地上部隊として編成され、多くの一航艦航空隊が派遣された。
主な航空基地
- 硫黄島飛行場
- 南鳥島飛行場
- 父島飛行場

歴代司令
- 井上左馬二 大佐：昭和19年7月10日 - 昭和20年3月17日玉砕
- 以後空席：20年4月30日解隊

## 南西諸島海軍航空隊
南西諸島海軍航空隊（なんせいしょとうかいぐんこうくうたい）は、昭和19年7月10日に編成された最初の乙航空隊のひとつ。小禄飛行場（おろくひこうじょう、現在の那覇空港の前身）を拠点とし、奄美大島～八重山諸島の飛行場を管轄した。地上戦によって小禄飛行場は早々に奪われたが、石垣島飛行場には台湾からの攻撃隊が進出して支援攻撃の拠点となり、喜界島飛行場も本土からの攻撃隊の退避基地として機能した。沖縄本島の地上戦は6月で終わり、南西諸島空の活動は不能となった。
第二航空艦隊第二十五航空戦隊の地上部隊として編成され、多くの一航艦・二航艦航空隊が派遣された。
主な航空基地
- 小禄飛行場
- 喜界島飛行場・大島飛行場
- 宮古島飛行場・石垣島飛行場

歴代司令
- 棚町整 中佐：昭和19年7月10日 -
- 川村匡：昭和20年4月5日 - 戦後解隊

## 関東海軍航空隊
関東海軍航空隊（かんとうかいぐんこうくうたい）は、昭和19年7月10日に編成された最初の乙航空隊のひとつ。木更津飛行場を拠点とし、東日本各地の飛行場を管轄した。硫黄島の戦いに備えた進出作戦、以後の本土防衛防空作戦に多く関与している。練習航空隊の実施部隊化、練習基地の実施部隊転用などで規模も拡大し、昭和20年3月20日より「司令官」を隊長とした。20年春以降の乙航空隊細分化によって、管轄区は関東近辺に縮小した。
主な航空基地
- 木更津飛行場・館山飛行場・茂原飛行場・香取飛行場
- 霞ヶ浦飛行場・筑波飛行場・百里原飛行場・谷田部飛行場
- 羽田飛行場・追浜飛行場・厚木飛行場・藤沢飛行場

歴代司令・司令官
- 市川重：昭和19年7月10日 - 昭和20年3月20日、司令官に昇格
- 高橋雄次 少将：昭和20年6月20日 - 戦後解隊

## 九州海軍航空隊
九州海軍航空隊（きゅうしゅうかいぐんこうくうたい）は、昭和19年7月10日に編成された最初の乙航空隊のひとつ。鹿屋飛行場を拠点とし、西日本各地の飛行場を管轄した。沖縄の戦いでの特攻作戦、以後の本土防衛防空作戦に多く関与している。練習航空隊の実施部隊化、練習基地の実施部隊転用などで規模も拡大し、昭和20年3月20日より「司令官」を隊長とした。20年春以降の乙航空隊細分化によって、管轄区は九州南部に縮小した。
主な航空基地
- 鹿屋飛行場・国分飛行場・出水飛行場・串良飛行場・笠之原飛行場・岩川飛行場

歴代司令・司令官
- 佐多直大：昭和19年7月10日 -
- 佐土原親光：昭和19年8月21日 -
- 山森亀之助 少将：昭和20年3月20日 - 戦後解隊 ※司令官に昇格

## 北東海軍航空隊
北東海軍航空隊（ほくとうかいぐんこうくうたい）は、昭和19年10月1日に編成された第二段の乙航空隊のひとつ。美幌飛行場を拠点とし、北海道・千島列島各地の飛行場を管轄した。第十二航空艦隊の全戦力を包括するものだが、航空作戦はほとんど実施されずに終わっている。20年春以降の乙航空隊細分化によって、管轄区は北海道以北に縮小した。占守島の戦いでは片岡飛行場に派遣した4機の九七式艦上攻撃機が上陸してきたソ連軍輸送船に爆撃を加え、命中弾1発と被弾した一機の特攻でソ連軍掃海艇KT-152を撃沈している。これが特攻による最後の戦没艦艇である。
主な航空基地
- 美幌飛行場・千歳飛行場・幌筵飛行場・占守飛行場（片岡飛行場）

歴代司令
- 藤野豊（昭和19年10月1日 - ）
- 大橋恭三（昭和20年5月25日 - 戦後解隊）

## 馬来海軍航空隊
馬来海軍航空隊（まらいかいぐんこうくうたい）は、昭和19年10月1日に編成された第二段の乙航空隊のひとつ。ペナン島飛行場を拠点とし、マレー半島・スマトラ島各地の飛行場を管轄した。第十三航空艦隊の西半分を包括するものだが、20年5月に全戦闘機の台湾帰還が実施されてからは航空作戦はほとんど実施されずに終わっている。20年春以降の乙航空隊細分化によって、管轄区はマレー半島に縮小した。
主な航空基地
- ペナン飛行場・アウエルタウエル飛行場（マレー半島）
- セレター飛行場（シンガポール）

歴代司令
- 篠田太郎八 大佐：昭和19年10月1日 - 戦後解隊

## 東印海軍航空隊
東印海軍航空隊（とういんかいぐんこうくうたい）は、昭和19年10月1日に編成された第二段の乙航空隊のひとつ。ジャワ島スラバヤ飛行場を拠点とし、中部蘭印各地の飛行場を管轄した。第十三航空艦隊の東半分を包括するものだが、19年12月に全戦闘機のシンガポール撤退が実施されてからは航空作戦はほとんど実施されずに終わっている。
主な航空基地
- スラバヤ飛行場

歴代司令
- 是枝操（昭和19年10月1日 - 戦後解隊）

## 北菲海軍航空隊
北菲海軍航空隊（ほくひかいぐんこうくうたい）は、昭和19年11月15日に三分割された「菲島海軍航空隊」の基幹部隊。菲島空のスタッフが留任し、ニコルスを拠点にルソン島基地の防衛を継続した。分割した頃には、機体はほぼ払底しており、稼動機は皆無だった。陸戦要員として終戦まで戦闘を続けた。
主な航空基地
- 菲島空の項目を参照

歴代司令
- 古瀬貴季 大佐：昭和19年11月15日菲島空司令より留任 - 戦後解隊

## 中菲海軍航空隊
中菲海軍航空隊（ちゅうひかいぐんこうくうたい）は、昭和19年11月15日に三分割された「菲島海軍航空隊」の基幹部隊。セブ島を拠点とし、セブ島基地の防衛を継続した。分割した頃には、機体はほぼ払底しており、稼動機は皆無だった。陸戦要員として終戦まで戦闘を続けた。
主な航空基地
- 菲島空の項目を参照

歴代司令
- 根来茂樹（昭和19年11月15日 - 戦後解隊）

## 南菲海軍航空隊
南菲海軍航空隊（なんぴかいぐんこうくうたい）は、昭和19年11月15日に三分割された「菲島海軍航空隊」の基幹部隊。ミンダナオ島を拠点とし、ミンダナオ島基地の防衛を継続した。分割した頃には、機体はほぼ払底しており、稼動機は皆無だった。陸戦要員として終戦まで戦闘を続けた。
主な航空基地
- 菲島空の項目を参照

歴代司令
- 前田孝成（昭和19年11月15日 - 戦後解隊）

## 中支海軍航空隊
中支海軍航空隊（ちゅうしかいぐんこうくうたい）は、昭和20年2月20日に編成された乙航空隊のひとつ。上海を拠点とし、揚子江流域各地の飛行場を管轄した。すでに中国大陸に駐留した海軍航空隊は、内地の海上護衛航空隊への編入を終了しており、中支空は対潜掃討作戦の基地提供など、副次的な役割を果たしていた。
主な航空基地
- 上海・青島をはじめとする中国大陸の飛行場

歴代司令
- 梅崎卯之助（昭和20年2月20日 - 戦後解隊）

## 西海海軍航空隊
西海海軍航空隊（せいかいかいぐんこうくうたい）は、昭和20年3月20日に編成された乙航空隊のひとつ。沖縄を巡る「天一号作戦」に備え、北九州まで進出させた航空隊を統括するために大分飛行場を拠点として設置された。初期に防空戦闘に従事した九州空隷下の部隊に比べて、西海空隷下の航空隊は特攻隊の比率が高い。4月下旬から5月からの拠点爆撃によって、戦力・施設とも甚大な被害を出した。
主な航空基地
- 大分飛行場・宇佐飛行場・築城飛行場・富高飛行場・大村飛行場

歴代司令
- 佐土原親光（昭和20年3月20日 - 戦後解隊）西海空司令(前職は九州空司令)
- 糸永冬生(昭和20年7月15日 - 戦後解隊)　西海空宇佐基地隊司令(前職は宇和島空司令)

## 山陰海軍航空隊
山陰海軍航空隊（さんいんかいぐんこうくうたい）は、昭和20年5月5日に編成された乙航空隊のひとつ。沖縄の戦況が不利なことから、本土決戦に備えた機体温存と実践的な訓練を推進するため、北陸～山陰で温存機を保全することにし、小松飛行場を拠点として設置された。この際に、峰山海軍航空隊や姫路海軍航空隊など整備された飛行場を占有していた練習航空隊が廃止されている。
主な航空基地
- 小松飛行場・美保飛行場・峰山飛行場・鶉野飛行場

歴代司令
- 櫛引誠雄（昭和20年5月5日 - 戦後解隊）

## 内海海軍航空隊
内海海軍航空隊（ないかいかいぐんこうくうたい）は、昭和20年5月10日に編成された乙航空隊のひとつ。四国及び中国地方の山口、広島県に所在する海軍航空基地及び秘匿飛行場の管理及び防衛を任務とした。本隊は愛媛県の松山基地に置かれた。指揮官は前詫間航空隊司令の森敬吉少将(司令官)が就任した。指揮下の基地のうち、松山基地(本隊所在)、西条基地、観音寺基地、岩国基地については基地隊司令(基地指揮官)が着任して空地分離が完全に行われたが、詫間基地、高知第一基地、徳島基地では終戦までに基地隊司令が着任せず、甲航空隊司令が基地隊司令を兼任した。
主な航空基地
- 松山基地(本隊所在地)、西条基地、観音寺基地、詫間基地、高知基地(高知第一)、徳島基地、岩国基地のほか、各秘匿飛行場(田野、竹ノ下、菅田(以上、愛媛)、仁井田(高知第二)、窪川(高知第三)(以上、高知)、市場(徳島第二)(以上、徳島)ほか)。なお、広島県の福山基地は空地分離はしておらず、「丙航空隊」に分類されている。

歴代司令
- 森敬吉（昭和20年5月10日 - 戦後解隊）

## 印支海軍航空隊
印支海軍航空隊（いんしかいぐんこうくうたい）は、昭和20年5月15日に編成された乙航空隊のひとつ。サイゴン近郊のツダウム飛行場を拠点とし、ベトナム各地の飛行場を管轄した。この頃に全戦闘機の台湾帰還が実施され、航空作戦はほとんど実施されずに終わっている。
主な航空基地
- ツダウム飛行場・ハノイ飛行場など

歴代司令
- 高橋農夫吉 大佐：昭和20年5月15日 - 昭和20年5月16日戦死
- 埴田照之 大佐：昭和20年5月25日[5] - 戦後解隊

## 朝鮮海軍航空隊
朝鮮海軍航空隊（ちょうせんかいぐんこうくうたい）は、昭和20年6月10日に編成された乙航空隊のひとつ。朝鮮半島での訓練や、日本海横断航路の対潜掃討作戦に備え、釜山飛行場を拠点として設置された。
主な航空基地
- 釜山飛行場・鎮海飛行場・済州島飛行場・麗水飛行場・元山飛行場

歴代司令
- 近藤勝治 少将：昭和20年6月10日 - 戦後解隊

## 北台海軍航空隊
北台海軍航空隊（ほくたいかいぐんこうくうたい）は、昭和20年6月15日に「台湾海軍航空隊」を分割した乙航空隊のひとつ。引き続き新竹を拠点に台湾北部に駐留した。
主な航空基地
- 台湾空の項目を参照

歴代司令
- 鈴木由次郎（昭和20年6月15日台湾空司令より留任 - 戦後解隊）

## 南台海軍航空隊
南台海軍航空隊（なんたいかいぐんこうくうたい）は、昭和20年6月15日に「台湾海軍航空隊」を分割した乙航空隊のひとつ。高雄を拠点に台湾南部に駐留した。
主な航空基地
- 台湾空の項目を参照

歴代司令
- 伊藤信雄（昭和20年6月15日 - 戦後解隊）

## 奥羽海軍航空隊
奥羽海軍航空隊（おううかいぐんこうくうたい）は、昭和20年6月20日に「関東海軍航空隊」を分割した乙航空隊のひとつ。神町飛行場を拠点に東北各地に駐留した。編成当初より「司令官」を置いている。
主な航空基地
- 大湊水上機基地・神町飛行場・松島飛行場・郡山飛行場

歴代司令官
- 関郁乎 少将：昭和20年6月20日 - 戦後解隊

## 東海海軍航空隊
東海海軍航空隊（とうかいかいぐんこうくうたい）は、昭和20年6月20日に「関東海軍航空隊」を分割した乙航空隊のひとつ。明治飛行場を拠点に東海各地に駐留した。編成当初より「司令官」を置いている。
主な航空基地
- 明治飛行場・名古屋飛行場・岡崎飛行場・藤枝飛行場・鈴鹿飛行場・大井飛行場

歴代司令官
- 江島久雄（昭和20年6月20日 - 戦後解隊）

## 近畿海軍航空隊
近畿海軍航空隊（きんきかいぐんこうくうたい）は、昭和20年7月15日に編成した最後の乙航空隊。柳本飛行場（天理市）を拠点に近畿各地に駐留した。
主な航空基地
- 柳本飛行場・大津飛行場・鳴尾浜飛行場

歴代司令官
- 佐藤治三郎（昭和20年7月15日 - 戦後解隊）